# Madalena Penitente (Ticiano, 1565)
Madalena Penitente é uma pintura a óleo sobre tela de 1565 do mestre italiano Ticiano e que se encontra no presente no museu Hermitage, em São Petersburgo.
A pintura representa a figura bíblica de Maria Madalena chorando e de olhos postos no céu. Ticiano pintou pelo menos cinco versões deste tema, mas por razão desconhecida manteve esta Madalena Penitente consigo até ao fim da vida. Cinco anos após a sua morte, o seu filho Pomponio vendeu-a ao aristocrata Cristoforo Barbarigo cuja família a conservou até 1850, quando passou a integrar o acervo do Hermitage.
Ao contrário da sua versão de 1531, Ticiano cobriu a nudez de Madalena e introduziu um vaso, um livro aberto e uma caveira como memento mori. A coloração é mais madura, usando cores que se harmonizam com o caráter. Em fundo, o céu é banhado pelos raios do sol poente, com uma rocha escura contrastando com a figura iluminada de Madalena.
Esta Madalena Penitente é em geral apresentada como a melhor das versões de Ticiano sobre o tema. Nela  há uma maior intensidade dramática, quase trágica, salientando-se o rosto de Maria Madalena, que está representada a meio corpo, com os longos cabelos sobre o peito coberto por um tecido muito leve, quase transparente, colado à pele.

## Apreciação
Para o conservador de arte Miguel Soromenho, esta obra é típica do estilo tardio de Ticiano porque há nela uma pincelada nervosa, uma interligação dos elementos, e um vaso e um crânio de contornos difusos que sugerem as formas em vez de as definir. Aliada a uma grande riqueza cromática, a pincelada mais larga e mais expressiva que viria a marcar a sua obra a partir grosso modo de 1530, é uma técnica que distingue também, segundo Giorgio Vasari, a pintura de Veneza da de Florença, onde o desenho e a linha são vistos como a essência da pintura.
Também para Miguel Soromenho, a paixão de Maria de Magdala é um tema que Ticiano pinta na segunda metade da vida quase sempre a pedido de uma encomenda, sabendo compreender e corresponder às tendências da procura. A versão do Hermitage tem uma paleta mais escura e mais dramática do que outras anteriores, e que contribui para a intensidade da expressão da mulher e da piedade típica do século XVI. Mas a Madalena Penitente do Museu de Capodimonte, em Nápoles, que é posterior, tem cores muito mais claras, que podem ter resultado da encomenda específica.
Sendo consensual entre os que estudam os evangelhos e os textos apócrifos que Maria Madalena é a primeira testemunha da ressurreição de Cristo, alguém que o segue incondicionalmente e que o coloca acima de todas as coisas, ainda para Miguel Soromenho, nesta pintura o dramatismo extremado de Maria Madalena sugere um acto de expiação, mas que não impede o artista de expressar a sensualidade feminina, nos seios tapados que são ainda mais sugestivos do que descobertos, nos braços nus, no cabelo solto a envolvê-la, sendo o cabelo um elemento importante no erotismo do século XVI, como se constata nas "Vénus" de Giorgione e do próprio Ticiano.
E conclui Miguel Soromenho que cada observador terá a sua leitura daquele olhar, mas tendo em conta a época, o seu contexto, aquela mulher estará a pedir desculpa pelos seus pecados. Já para a jornalista Lucinda Canelas, outros observadores, crentes ou não, poderão ver nela a jovem amante do Cântico dos Cânticos que diz: “De noite no meu leito, procurei aquele a quem a minha alma ama: procurei-o, porém não o encontrei.” (Cantares 3:1).

## Exposição no MNAA
A obra Madalena Penitente de Ticiano vai estar exposta como "Obra Convidada" no MNAA de 5 de fevereiro a 28 de Abril de 2019.